# تاتشنغ
تاتشنغ هي مدينة على مستوى مقاطعة، في الصين، تقع في Tacheng Prefecture ‏، بلغ عدد سكانها 161,037 نسمة، تبلغ مساحتها 4,007.19 كيلومتر مربع، رمزها البريدي هو 834700.

## المناخ
يظهر الجدول التالي التغييرات المناخية على مدار السنة لتاتشنغ:
| البيانات المناخية لـتاتشنغ         | البيانات المناخية لـتاتشنغ | البيانات المناخية لـتاتشنغ | البيانات المناخية لـتاتشنغ | البيانات المناخية لـتاتشنغ | البيانات المناخية لـتاتشنغ | البيانات المناخية لـتاتشنغ | البيانات المناخية لـتاتشنغ | البيانات المناخية لـتاتشنغ | البيانات المناخية لـتاتشنغ | البيانات المناخية لـتاتشنغ | البيانات المناخية لـتاتشنغ | البيانات المناخية لـتاتشنغ | البيانات المناخية لـتاتشنغ |
| الشهر                              | يناير                      | فبراير                     | مارس                       | أبريل                      | مايو                       | يونيو                      | يوليو                      | أغسطس                      | سبتمبر                     | أكتوبر                     | نوفمبر                     | ديسمبر                     | المعدل السنوي              |
| ---------------------------------- | -------------------------- | -------------------------- | -------------------------- | -------------------------- | -------------------------- | -------------------------- | -------------------------- | -------------------------- | -------------------------- | -------------------------- | -------------------------- | -------------------------- | -------------------------- |
| الدرجة القصوى °م (°ف)              | 7.6 (45.7)                 | 9.6 (49.3)                 | 24.7 (76.5)                | 33.2 (91.8)                | 34.9 (94.8)                | 37.2 (99.0)                | 40.3 (104.5)               | 41.3 (106.3)               | 37.7 (99.9)                | 32.0 (89.6)                | 20.8 (69.4)                | 11.8 (53.2)                | 41.3 (106.3)               |
| متوسط درجة الحرارة الكبرى °م (°ف)  | −4.1 (24.6)                | −2.3 (27.9)                | 4.1 (39.4)                 | 17.0 (62.6)                | 23.4 (74.1)                | 28.4 (83.1)                | 30.8 (87.4)                | 29.9 (85.8)                | 24.1 (75.4)                | 15.0 (59.0)                | 4.3 (39.7)                 | −2 (28)                    | 14.1 (57.3)                |
| المتوسط اليومي °م (°ف)             | −10.4 (13.3)               | −8.7 (16.3)                | −1.8 (28.8)                | 9.7 (49.5)                 | 15.9 (60.6)                | 20.7 (69.3)                | 22.9 (73.2)                | 21.6 (70.9)                | 15.8 (60.4)                | 7.6 (45.7)                 | −1.2 (29.8)                | −7.4 (18.7)                | 7.1 (44.7)                 |
| متوسط درجة الحرارة الصغرى °م (°ف)  | −15.6 (3.9)                | −14.1 (6.6)                | −7 (19)                    | 3.6 (38.5)                 | 9.2 (48.6)                 | 13.6 (56.5)                | 15.7 (60.3)                | 14.1 (57.4)                | 8.5 (47.3)                 | 1.9 (35.4)                 | −5.6 (21.9)                | −12 (10)                   | 1.0 (33.8)                 |
| أدنى درجة حرارة °م (°ف)            | −33.5 (−28.3)              | −37.1 (−34.8)              | −30.6 (−23.1)              | −12.3 (9.9)                | −3.7 (25.3)                | 2.6 (36.7)                 | 6.2 (43.2)                 | 4.0 (39.2)                 | −4.1 (24.6)                | −13.3 (8.1)                | −31.5 (−24.7)              | −34.7 (−30.5)              | −37.1 (−34.8)              |
| الهطول مم (إنش)                    | 16.5 (0.65)                | 14.4 (0.57)                | 15.6 (0.61)                | 32.4 (1.28)                | 31.7 (1.25)                | 24.5 (0.96)                | 29.8 (1.17)                | 16.3 (0.64)                | 14.0 (0.55)                | 26.9 (1.06)                | 34.3 (1.35)                | 25.9 (1.02)                | 282.3 (11.11)              |
| متوسط أيام هطول الأمطار (≥ 0.1 mm) | 8.9                        | 8.5                        | 8.3                        | 8.2                        | 9.4                        | 7.9                        | 8.4                        | 6.3                        | 6.0                        | 7.5                        | 10.0                       | 9.7                        | 99.1                       |
| المصدر: Weather China              |                            |                            |                            |                            |                            |                            |                            |                            |                            |                            |                            |                            |                            |

## أعلام
- سيف الدين عزيزي